# 绒毛苹婆
绒毛苹婆（学名：Sterculia villosa）是梧桐科苹婆属的植物。分布于印度以及中国大陆的云南等地，生长于海拔540米至1,500米的地区，常生于山谷杂木林中及村边，目前尚未由人工引种栽培。

## 别名
白榔皮（云南），榔皮树，色白告（云南）